# Think! Pink!
『Think! Pink!』（シンク ピンク）は、1978年9月25日に発売されたアン・ルイスの5作目のスタジオ・アルバム。発売元はビクターレコード。規格品番はLP：SJX-20081、CD：NCS-10034。

## 概要
当時様々な歌手への楽曲提供やプロデュースなどを行っていたザ・ワイルドワンズの元メンバー加瀬邦彦が、全面的にバック・アップし制作されたアルバム。これまでのアン・ルイスの作品とは作風の異なるポップな快作となっている。
シングル曲「女はそれを我慢できない」と「女にスジは通らない」を収録。アン自身による作詞曲を1曲含む。
2013年8月28日には発売からおよそ35年の年月を経て、初のCD化が実現された（タワーレコード限定発売）。
2022年3月2日にはMEG-CDでの発売も開始されている。

## 収録曲

### LP／CT
| #         | タイトル                                 | 作詞      | 作曲      | 編曲       | 時間  |
| --------- | ---------------------------------------- | --------- | --------- | ---------- | ----- |
| 1.        | 「シンク ピンク!」(インストゥルメンタル) |           | 佐藤準    | 佐藤準     | 2:46  |
| 2.        | 「女はそれを我慢できない」               | 加瀬邦彦  | 加瀬邦彦  | 佐藤準     | 3:40  |
| 3.        | 「女の顔にスリルが走る」                 | 小林和子  | 加瀬邦彦  | 佐藤準     | 4:44  |
| 4.        | 「もう少し」                             | 岡本一生  | 岡本一生  | 小六禮次郎 | 3:43  |
| 5.        | 「約束」                                 | 竜真知子  | 林哲司    | 青木望     | 4:56  |
| 6.        | 「チープなうわさ」                       | Ann Lewis | 加瀬邦彦  | 佐藤準     | 3:49  |
| 合計時間: | 合計時間:                                | 合計時間: | 合計時間: | 合計時間:  | 23:38 |

| #         | タイトル                                  | 作詞         | 作曲         | 編曲       | 時間  |
| --------- | ----------------------------------------- | ------------ | ------------ | ---------- | ----- |
| 1.        | 「″ごめんね″と云わせて」                  | 小林和子     | 加瀬邦彦     | 佐藤準     | 3:44  |
| 2.        | 「湘南の男たち」                          | 喜多条忠     | 加瀬邦彦     | 船山基紀   | 3:10  |
| 3.        | 「プリーズ・テル・ミー (Please Tell Me)」 | Tommy Snyder | Tommy Snyder | 後藤次利   | 4:27  |
| 4.        | 「光る渚」                                | 岡本一生     | 岡本一生     | 小六禮次郎 | 3:40  |
| 5.        | 「女にスジは通らない」                    | 伊藤アキラ   | 加瀬邦彦     | 船山基紀   | 3:21  |
| 6.        | 「シンク ピンク!」(インストゥルメンタル)  |              | 佐藤準       | 佐藤準     | 1:19  |
| 合計時間: | 合計時間:                                 | 合計時間:    | 合計時間:    | 合計時間:  | 19:41 |

### CD
| #         | タイトル                                  | 作詞         | 作曲         | 編曲       | 時間  |
| --------- | ----------------------------------------- | ------------ | ------------ | ---------- | ----- |
| 1.        | 「シンク ピンク!」(インストゥルメンタル)  |              | 佐藤準       | 佐藤準     | 2:46  |
| 2.        | 「女はそれを我慢できない」                | 加瀬邦彦     | 加瀬邦彦     | 佐藤準     | 3:40  |
| 3.        | 「女の顔にスリルが走る」                  | 小林和子     | 加瀬邦彦     | 佐藤準     | 4:44  |
| 4.        | 「もう少し」                              | 岡本一生     | 岡本一生     | 小六禮次郎 | 3:43  |
| 5.        | 「約束」                                  | 竜真知子     | 林哲司       | 青木望     | 4:56  |
| 6.        | 「チープなうわさ」                        | Ann Lewis    | 加瀬邦彦     | 佐藤準     | 3:49  |
| 7.        | 「″ごめんね″と云わせて」                  | 小林和子     | 加瀬邦彦     | 佐藤準     | 3:44  |
| 8.        | 「湘南の男たち」                          | 喜多条忠     | 加瀬邦彦     | 船山基紀   | 3:10  |
| 9.        | 「プリーズ・テル・ミー (Please Tell Me)」 | Tommy Snyder | Tommy Snyder | 後藤次利   | 4:27  |
| 10.       | 「光る渚」                                | 岡本一生     | 岡本一生     | 小六禮次郎 | 3:40  |
| 11.       | 「女にスジは通らない」                    | 伊藤アキラ   | 加瀬邦彦     | 船山基紀   | 3:21  |
| 12.       | 「シンク ピンク!」(インストゥルメンタル)  |              | 佐藤準       | 佐藤準     | 1:19  |
| 合計時間: | 合計時間:                                 | 合計時間:    | 合計時間:    | 合計時間:  | 43:55 |

### 曲解説
1. シンク ピンク! (インストゥルメンタル)
2. 女はそれを我慢できない
  - 14枚目のシングルA面曲。
3. 女の顔にスリルが走る
  - シングル「女にスジは通らない」のB面曲。
4. もう少し
5. 約束
6. チープなうわさ
7. ″ごめんね″と云わせて
8. 湘南の男たち
  - シングル「女はそれを我慢できない」のB面曲。
9. プリーズ・テル・ミー (Please Tell Me)
10. 光る渚
11. 女にスジは通らない
  - 15枚目のシングルA面曲。
12. シンク ピンク! (インストゥルメンタル)

## 参考資料
- オリコン『ALBUM CHART-BOOK COMPLETE EDITION 1970-2005』オリコン・マーケティング・プロモーション、2006年4月。ISBN 978-4-87131-077-2。